# イリュリア語
イリュリア語（イリュリアご）は、バルカン半島北西部のイリュリア人によって使われていた古代語。インドヨーロッパ語族に属するが、どの語派に属するかは明らかでない。文献資料は残っておらず、地名などの固有名詞がわずかに残っているにすぎない。

## 概要
バルカン北西部にインド・ヨーロッパ語族の言語を話す民族が侵入したのは紀元前3千年紀のことと考えられるが、イリュリア文化は鉄器時代になってはじめて出現する。
ストラボン『地理誌』7.5.1によれば、イリュリア人は北と東をイストロス川（ドナウ川）、西をアドリア海、南をエーペイロス（イピロス）によって囲まれた地域に住んでいた。古代ローマは広大なイリュリクム属州を設立した。一般に古代の文献が指すイリュリアは、バルカンの北のさまざまな民族を指したが、実際にはこの地の文化は相当に多様であり、同じ土地にケルト人も住んでいた。
イリュリア人によって書かれた碑文などは何ひとつ残っていないにもかかわらず、地名や人名をもとにインド・ヨーロッパ語族に属することが知られている。
イリュリア語は20世紀中頃にハンス・クラーエらによって研究され、イリュリア人がバルカンを越えて広く分布したと主張された。また、イタリア北東部のウェネティ語やイタリア南部のサレント半島で話されていたメッサピア語（いずれも碑文が残る）がイリュリア語と近い関係にあると主張されたが、イリュリア語の資料不足によって、言語学的には証明不可能である。ラドスラヴ・カティチッチは1976年に固有名詞を慎重に検討しなおし、イリュリア語の固有名詞の中核的な地域はバルカンの、伝統的にイリュリア人地域とされる部分の東南部、いまのアルバニアにあると結論づけた。
アルバニア語をイリュリア語の子孫とする説もあるが、これもイリュリア語の資料が存在しない間は臆説にすぎない。